# Ensemble patrimonial de Saint-Étienne-du-Valdonnez
L'ensemble patrimonial de Saint-Étienne-du-Valdonnez est un site situé à Saint-Étienne-du-Valdonnez, en France.

## Description
Le patrimoine, situé dans le hameau de la Fage, est composée de plusieurs éléments :
- un clocher de tourmente ;
- un four à pain ;
- un travail à ferrer (ferradou) ;
- un calvaire ;
- une fontaine-abreuvoir.

## Localisation
Le site est situé sur la commune de Saint-Étienne-du-Valdonnez, dans le département français de la Lozère.

## Historique
L'édifice est inscrit au titre des monuments historiques en 1992.